# Aelia Paetina
Aelia Paetina († nach 48) war die zweite Ehefrau des späteren römischen Kaisers Claudius.

## Leben
Aelia Patina stammte aus der Familie der Aelier und war die Tochter eines Konsulars, vermutlich des Sextus Aelius Catus, der im Jahr 4 das Konsulat bekleidet hatte. Sie heiratete Claudius im Jahr 28. Ihr einziges Kind, Claudia Antonia, wurde 30 geboren. Claudius ließ sich ein Jahr später aus unklaren Gründen von ihr scheiden, möglicherweise im Zusammenhang mit dem Sturz ihres einflussreichen Verwandten Lucius Aelius Seianus. Nach dem Tod seiner dritten Ehefrau Valeria Messalina erwog er, sie erneut zu heiraten, entschied sich dann aber für seine Nichte Agrippina die Jüngere.